# مسجد قدیمی دیزق
مسجد قدیمی دیزق مربوط به دوره قاجار است و در شهرستان گناباد، بخش مرکزی، روستای قنبرآباد واقع شده و این اثر در تاریخ ۲۲ مرداد ۱۳۸۴ با شمارهٔ ثبت ۱۳۱۷۹ به‌عنوان یکی از آثار ملی ایران به ثبت رسیده است.